# Achalinus
Achalinus ist eine Schlangengattung aus der Familie der Höckernattern (Xenodermidae), die in Ostasien verbreitet ist.

## Merkmale
Morphologische Merkmale der Gattung:

- 20–22 kleine, gleichmäßig große Oberkieferzähne
- gleichmäßig große Unterkieferzähne
- nicht oder nur kaum vom Hals verschiedene Kopfbreite
- kleine bis mäßig große Augen mit runder oder vertikal elliptischer Pupille
- Nasenloch im vorderen Teil einer großen konkaven Nase
- schlanker, zylindrischer Körper
- gekielte Rückenschuppen in 23 Reihen
- einreihige Scutum subcaudale

## Lebensweise
Die Nattern der Gattung Achalinus ernähren sich wie andere Höckernattern vor allem von wirbellosen Tieren wie Regenwürmern. Sie sind ovipar (eierlegend).

## Verbreitungsgebiet und Gefährdungsstatus
Die Gattung ist in Asien in China, Vietnam, Taiwan und im Süden Japans verbreitet.
Die IUCN ordnet die Art Achalinus jinggangensis als vom Aussterben bedroht (Critically Endangered) und Achalinus hainanus als gefährdet (Vulnerable) ein. Achalinus werneri gilt zudem als potentiell gefährdet (Near Threatened). Alle anderen Arten der Gattung mit ausreichender Datenlage werden als nicht gefährdet (Least Concern) eingestuft.

## Systematik
Die Gattung wurde 1869 von Wilhelm Carl Hartwig Peters, einem deutschen Naturforscher, Zoologen, Anatom und Entdecker, mit der Typusart Achalinus spinalis erstbeschrieben. Die Gattung wurde zuvor in die Familie Colubridae eingeordnet, zählt aber inzwischen zur Familie der Höckernattern. Die Typusart ist Achalinus spinalis.
Insgesamt werden nach der Reptile Database 28 rezente Arten der Gattung Achalinus zugeordnet (Stand April 2024):
| Bild                                         | Art                      | Erstbeschreibung                                                                  | IUCN | Verbreitung                                      |
| -------------------------------------------- | ------------------------ | --------------------------------------------------------------------------------- | ---- | ------------------------------------------------ |
|                                              | Achalinus ater           | Bourret, 1937                                                                     | (LC) |                                                  |
|                                              | Achalinus dabieshanensis | Zhang, Liu, Huang, Hu, Yu, Sun, Zhang, Wen & Zhang, 2023                          |      | China (Anhui)                                    |
|                                              | Achalinus damingensis    | Xu, Yang, Wu, Gong, Huang & Huang, 2023                                           |      | China (Guangxi)                                  |
|                                              | Achalinus dehuaensis     | Li, Wu, Xu, Zhu, Ren, Guo & Dong, 2021                                            |      | China (Fujian)                                   |
| Externes Bild (Bitte Urheberrechte beachten) | Achalinus emilyae        | Ziegler, Nguyen, Pham, Nguyen, Pham, Van Schingen, Nguyen & Le, 2019              |      | Vietnam (Quảng Ninh), China (Guangxi)            |
|                                              | Achalinus formosanus     | Boulenger, 1908                                                                   | (LC) |                                                  |
|                                              | Achalinus hainanus       | Huang, 1975                                                                       | (VU) | China (Hainan)                                   |
| Externes Bild (Bitte Urheberrechte beachten) | Achalinus huangjietangi  | Huang, Peng & Huang, 2021                                                         |      | China (Huangshan, Süd-Anhui, Hangzhou, Zhejiang) |
|                                              | Achalinus hunanensis     | Ma, Shi, Xiang, Shu & Jiang, 2023                                                 |      | China (Hunan)                                    |
|                                              | Achalinus jinggangensis  | (Zong & Ma, 1983)                                                                 | (CR) |                                                  |
| Externes Bild (Bitte Urheberrechte beachten) | Achalinus juliani        | Ziegler, Nguyen, Pham, Nguyen, Pham, Van Schingen, Nguyen & Le, 2019              |      | Nord-Vietnam (Cao Bằng)                          |
| Externes Bild (Bitte Urheberrechte beachten) | Achalinus meiguensis     | Hu & Zhao, 1966                                                                   | (LC) |                                                  |
|                                              | Achalinus nanshanensis   | Li, Zhu, Xiao, Wu, Yang, Zhang & Mo, 2024                                         |      |                                                  |
|                                              | Achalinus niger          | Maki, 1931                                                                        | (LC) |                                                  |
|                                              | Achalinus ningshanensis  | Yang, Huang, Jiang, Burbrink, Gong, Yu, Zhang, Huang & Huang, 2022                |      | China (Shaanxi)                                  |
|                                              | Achalinus panzhihuaensis | Hou, Wang, Guo, Chen, Yuan & Che, 2021                                            |      | China (Sichuan)                                  |
|                                              | Achalinus pingbianensis  | Li, Yu, Wu, Liao, Tang, Liu & Guo, 2020                                           |      | China (Südost-Yunnan)                            |
|                                              | Achalinus quangi         | Pham, Pham, Le, Ngo, Ong, Ziegler & Nguyen, 2023                                  |      | Vietnam (Son La)                                 |
|                                              | Achalinus rufescens      | Boulenger, 1888                                                                   | (LC) |                                                  |
|                                              | Achalinus sheni          | Ma, Xu, Qi, Wang, Tang, Huang & Jiang, 2023                                       |      |                                                  |
|                                              | Achalinus spinalis       | Peters, 1869                                                                      | (LC) |                                                  |
| Externes Bild (Bitte Urheberrechte beachten) | Achalinus timi           | Ziegler, Nguyen, Pham, Nguyen, Pham, Van Schingen, Nguyen & Le, 2019              |      | Nord-Vietnam (Sơn La)                            |
|                                              | Achalinus tranganensis   | Luu, Ziegler, Ha, Lo, Hoang, Ngo, Le, Tran & Nguyen, 2020                         |      | Nord-Vietnam (Ninh Bình)                         |
|                                              | Achalinus vanhoensis     | Ha, Ziegler, Sy, Le, Nguyen & Luu, 2022                                           |      | Vietnam (Son La)                                 |
|                                              | Achalinus werneri        | Van Denburgh, 1912                                                                | (NT) | Japan (Ryūkyū-Inseln)                            |
|                                              | Achalinus yangdatongi    | Hou, Wang, Guo, Chen, Yuan & Che, 2021                                            |      | China (Yunnan)                                   |
| Externes Bild (Bitte Urheberrechte beachten) | Achalinus yunkaiensis    | Wang, Li & Wang, 2019                                                             |      | China (Guangdong)                                |
| Externes Bild (Bitte Urheberrechte beachten) | Achalinus zugorum        | Miller, Davis, Luong, Do, Pham, Ziegler, Lee, De Queiroz, Reynolds & Nguyen, 2020 |      | Vietnam (Hà Giang)                               |